# Szara pleśń tulipana
Szara pleśń tulipana (ang. tulip fire) – wywołana przez Botrytis tulipae grzybowa choroba tulipanów (Tulipa). Zaliczana jest do grupy chorób zwanych szarą pleśnią.

## Objawy i szkodliwość
Choroba występuje na tulipanach uprawianych w gruncie oraz na tulipanach pędzonych i jest jedną z najgroźniejszych chorób tych roślin. Porażone rośliny tracą walory dekoracyjne i wartość handlową. Przy deszczowej pogodzie choroba występuje w dużym nasileniu, powodując duże straty w ich uprawie.
Pierwsze objawy mogą się pojawiać już podczas wschodu tulipanów. Z kiełkujących cebul wyrastają zniekształcone pędy o zahamowanym wzroście, pokryte szarobrunatnymi, nekrotycznymi plamami o różnej wielkości i różnym kształcie, a w ich obrębie rozwija się szary nalot zarodników. Później na liściach, łodygach i płatkach kwiatowych pojawiają się objawy infekcji wtórnych w postaci drobnych, nekrotycznych plamek, lub szarobrunatne plamy z szarym nalotem. Przy silnym porażeniu rośliny przedwcześnie obumierają. Na okrywających łuskach cebuli powstają ciemne pęknięcia i plamy, a na łuskach mięsistych brunatne plamy z drobnymi, czarnymi przetrwalnikami grzyba.

## Epidemiologia
Patogen może przetrwać w glebie w grzybni i sklerocjach, źródłem choroby są także zainfekowane cebule. Z porażonych cebul grzybnia patogenu przerasta do liści. Wczesną wiosną na liściach powstają bezpłciowe zarodniki zwane konidiami, które roznoszone przez wiatr i deszcz dokonują wtórnych infekcji liści, pąków kwiatowych i kwiatów. W sezonie wegetacyjnym może powstać wiele ich pokoleń. Mogą one zainfekować także cebule, ale do infekcji cebul może dojść również poprzez grzybnię przerastającą z porażonych pędów lub z zakażonych cebul matecznych do tworzących się cebul przybyszowych. Źródłem infekcji pierwotnej może być również grzybnia wyrastająca ze znajdujących się w glebie sklerocjów i powstające z niej konidia. Sklerocja zachowują w glebie żywotność i zdolność do infekcji przez wiele lat.

## Ochrona
- Do sadzenia należy używać tylko zdrowe cebule, corocznie je wykopywać i usuwać cebule ze śladami małych czarnych sklerocjów na zewnętrznych łuskach lub wykazujących jakiekolwiek oznaki rozkładu[5]
- Co najmniej pięcioletnia przerwa w uprawie tulipanów na polu, w którym wystąpiła szara pleśń tulipana. Jeśli skażone miejsce musi zostać ponownie zasadzone, należy tak gleboko wywrócić w nim ziemię, aby skażone górne warstwy znalazły się poniżej głębokości sadzenia[5]
- Stosować prawidłową gęstość sadzenia i odległość rzędów. Bardzo gęste sadzenie tulipanów lub ich uprawa w miejscach, w których cyrkulacja powietrza jest słaba (np. w pobliżu ogrodzeń lub gdzie inne nasadzenia są zatłoczone) spowoduje wilgotne warunki, które lubi grzyb, i ułatwi rozprzestrzenianie się zarodników unoszących się w powietrzu z rośliny na roślinę[5]
- Ochrona chemiczna polega na opryskiwaniu roślin co 7–10 dni od początku ich wegetacji. Stosuje się naprzemiennie fungicydy ditiokarbaminianowe i tiokarbamylowe (mankozeb), chloronitrylowe (chlorotalonil), dikarboksyimidowe (iprodion) i ftalimidowe (kaptan)[4].